# Fischbach/Rhön
Fischbach/Rhön là một đô thị trong huyện Wartburg ở bang Thüringen, Đức. Đô thị này có diện tích 7,02 km².